# Hipparchia micronosandrus
Hipparchia micronosandrus är en fjärilsart som beskrevs av Ruggero Verity 1927. Hipparchia micronosandrus ingår i släktet Hipparchia och familjen praktfjärilar. Inga underarter finns listade i Catalogue of Life.